# Der Hausgeist
Der Hausgeist ("Lo spirito di casa") è una serie televisiva tedesca prodotta dal 1991 al 1993 da UFA-Fernsehproduktion. Protagonisti della serie sono Susanne Uhlen e Stefan Behrens; altri interpreti principali sono Ursela Monn, Volker Lechtenbrink, Gaby Heinecke e Hans-Werner Bussinger.
La serie consta di 2 stagioni, per un totale di 21 episodi (14 per la prima stagione e 7 per la seconda) della durata di 25 minuti ciascuno.
La serie venne trasmessa in prima visione dall'emittente ZDF in fascia preserale e pomeridiana.. Il primo episodio, intitolato Geisterstunde, fu trasmesso in prima visione il 13 settembre 1991; l'ultimo, intitolato Geisterjäger, andò in onda in prima visione il 15 febbraio 1993.

## Trama
Benedict "Ben" von Weber è tormentato dal fantasma di Henriette von Sydeck, una donna morta nel 1918, che si intromette nella sua vita.

## Episodi
| Stagione         | Puntate | Prima TV Germania | Prima TV Italia |
| ---------------- | ------- | ----------------- | --------------- |
| Prima stagione   | 14      | 1991              | inedita         |
| Seconda stagione | 7       | 1993              | inedita         |